# Nördliches Bürstenrattenkänguru
Das Nördliche Bürstenrattenkänguru (Bettongia tropica) ist ein Beutelsäuger aus der Familie der Rattenkängurus (Potoroidae), das im nordöstlichen Queensland auf einigen kleinen, voneinander isolierten Höhenzügen und Hochplateaus vorkommt.

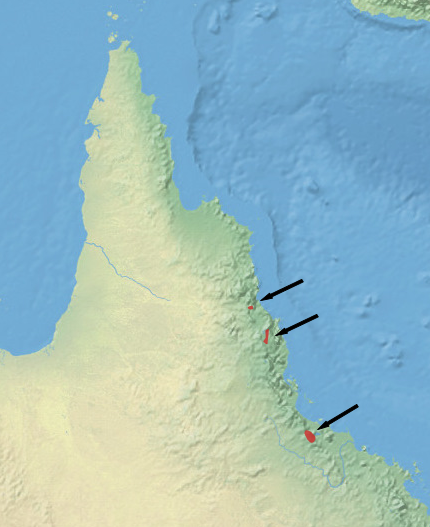
Verbreitungsgebiet

## Merkmale
Das Nördliche Bürstenrattenkänguru erreicht eine Kopfrumpflänge von 29,5 bis 43 cm, hat einen 27 bis 35 cm langen Schwanz und wiegt 0,9 bis 1,4 kg. Es ist grau gefärbt, teilweise mit weißlichen Haarspitzen. Der Bauch ist hellgrau oder weißlich. Die Gliedmaßen sind heller als der Rücken. Einige Exemplare haben dunkle Augenringe. Der hintere, mit längeren Haaren bestückte Teil des Schwanzes ist dunkel, die Schwanzspitze ist bei einigen Exemplaren weiß.

## Lebensraum
Das Nördliche Bürstenrattenkänguru kommt im nordöstlichen Queensland in Höhen von 400 bis 1200 Metern auf einigen kleinen, voneinander isolierten Höhenzügen und Hochplateaus mit Granitböden vor. Dies sind der westliche Hang der Lamb Range, der Westen des Mt Carbine-Plateaus und die Coane Range. Eine Population auf dem Mt Windsor-Plateau wurde zuletzt im Jahr 2003 bestätigt. Das gesamte vom Nördlichen Bürstenrattenkänguru bewohnte Gebiet ist kleiner als 200 km². Die meisten Tiere leben oberhalb von 800 Metern. Der Lebensraum liegt am westlichen Rand des Regenwaldes zwischen Regenwald und Waldsavanne und besteht aus hohen Feuchtwäldern, die von Eucalyptus grandis und Eucalyptus resinifera dominiert werden und offenen Trockenwäldern mittlerer Höhe, in denen Corymbia citriodora und Corymbia platyphylla die wichtigsten Gehölze sind. Die Waldböden sind mit Gräsern bewachsenen.

## Lebensweise
Die Tiere sind einzelgängerisch und nachtaktiv. Das von einem einzelnen Tier genutzte Gebiet hat eine Größe von 19 bis 138 ha. Dabei sind die Territorien der Männchen größer als die der Weibchen. Die Territorien der Tiere überlappen sich. Den Tag verbringen sie in gut getarnten Nestern in flachen Gruben, Sträuchern oder unter umgefallenen Baumstämmen. Die ovalen Nester haben nur eine Öffnung. Ein Individuum kann in seinem Territorium bis zu drei Nester haben.

## Ernährung
Die Art ernährt sich vor allem von unterirdisch wachsenden, trüffelartigen Pilzen, die mit den Vorderpfoten ausgegraben werden. Pilze machen 30 bis mehr als 60 % ihrer Nahrung aus. Außerdem werden Wurzeln, Knollen, Rhizome, Samen und Wirbellose gefressen.

## Fortpflanzung
Weibchen bekommen pro Geburt ein einzelnes Jungtier und gebären bis zu drei Mal im Jahr. Die Trächtigkeitsdauer beträgt 20 bis 23 Tage. Nach der Geburt bleibt das Jungtier für etwa 3,5 Monate im Beutel und wird mit einem Alter von 5,5 bis 6 Monaten entwöhnt. Weibchen werden mit einem Alter von 10 Monaten geschlechtsreif, Männchen sind dann 15 Monate alt.

## Status
Die Art wird von der IUCN als stark gefährdet (Endangered) eingeordnet. Ein Hauptgrund für den Niedergang der Art sind Nachstellungen durch eingeschleppte Beutegreifer wie Rotfüchse und Hauskatzen, außerdem die zunehmende Trockenheit, wodurch ihre Hauptnahrung, die Pilze seltener werden. Gegenwärtig gibt es im Verbreitungsgebiet des Nördlichen Bürstenrattenkängurus aber keine Rotfüchse mehr.

## Belege
1. 1 2 3 4 5 6 7  Mark Eldridge & Greta Frankham: Family Potoroidae (Bettongs and Potoroos). Seite 627 in Don E. Wilson, Russell A. Mittermeier: Handbook of the Mammals of the World – Volume 5. Monotremes and Marsupials. Lynx Editions, 2015, ISBN 978-84-96553-99-6
2. 1 2 3 4  Bettongia tropica in der Roten Liste gefährdeter Arten der IUCN 2016. Eingestellt von: Burbidge, A.A. & Woinarski, J., 2012. Abgerufen am 15. März 2018.